# Acacia sibilans
Acacia sibilans é uma espécie de leguminosa do gênero Acacia, pertencente à família Fabaceae.